# Mark Cavendish
Mark Simon Cavendish (Douglas, Isla de Man, 21 de mayo de 1985) es un deportista británico que compitió profesionalmente en ciclismo de ruta, destacándose como velocista. También disputó pruebas de ciclismo en pista, siendo especialista en las disciplinas de puntuación, madison y ómnium.
Obtuvo 55 victorias de etapa en las Grandes Vueltas: 35 en el Tour de Francia, 17 en el Giro de Italia y 3 en la Vuelta a España. En el Campeonato Mundial de Ciclismo en Ruta se proclamó vencedor de la prueba de ruta en el año 2011, y subcampeón en el año 2016. Es profesional desde mediados de 2006, cuando fue contratado por el T-Mobile.
Participó en tres Juegos Olímpicos de Verano, obteniendo una medalla de plata en Río de Janeiro 2016, en la prueba de ómnium, el noveno lugar en Pekín 2008 (madison) y el 29.º en Londres 2012 (ruta masculina).
Ganó tres medallas de oro en el Campeonato Mundial de Ciclismo en Pista en los años 2005, 2008 y 2016, las tres en la prueba de madison.
Fue nombrado miembro de la Orden del Imperio Británico (MBE) en el año 2011 por sus éxitos deportivos.

## Biografía
La temporada 2006 comienza con una segunda posición en la 8.ª etapa del Tour de Langkawi. En marzo vuelve a la pista ganando la medalla de oro en scratch en los Juegos de la Commonwealth. A partir de mayo comienzan sus victorias en carreras por etapas, ganando una en el Tour de Thuringe, dos en el Tour de Berlín donde además culminó 2º en la general y una en la Carrera de la Solidaridad y de los Campeones Olímpicos.
A principios de octubre de 2007, Cavendish había conseguido su 11.ª victoria en el Circuito Franco-Belga, convirtiéndose en el tercer ciclistas con más victorias en la temporada por detrás de Edvald Boasson Hagen (15) y Alessandro Petacchi (14). Entre ellas, tres victorias en carreras del UCI ProTour, los dos en la Volta a Cataluña y una en el Tour de Benelux.
Cavendish finalizó la temporada de 2008 como el más ganador de ese año con 17 victorias seguido de Tom Boonen y su compañero de equipo André Greipel (14).
La temporada 2009 comenzó con el Tour de Catar, donde renovó su rivalidad con Tom Boonen. Boonen ganó la carrera y la primera etapa, pero Cavendish no sólo logró 2 etapas, sino que también ganó 2 etapas en el Tour de California 2009, de nuevo superando a Boonen en el sprint final. Fue sorpresa su inclusión en el equipo británico para el Campeonato del Mundo de pista 2009, donde compitió en la carrera de scratch y el madison. Inició la temporada europea en la Tirreno-Adriático, donde ganó una etapa. Luego participó en su primera carrera clásica de 2009, la Milán-San Remo. Sus rivales habían dicho que esa carrera era imposible que él la ganara pero siguió a Heinrich Haussler y en los últimos 200 metros lo superó para ganar por poco el sprint y la carrera. Fue la primera victoria de Cavendish en una carrera conocida como una de los cinco monumentos del ciclismo.
Continuando con su racha de éxitos, en el Tour de Francia se hizo con 6 victorias, ganando la etapa 2, etapa 3, etapa 10, etapa 11, la etapa 19 y la última en los Campos Elíseos. Tras el Tour de Francia, Cavendish ganó el Sparkassen Giro Bochum y participó en el Tour de Irlanda, ganando dos etapas. El 7 de septiembre registró la victoria número 50 de su carrera deportiva en carretera, en la primera etapa del Tour de Missouri. Antes de la carrera, confirmó que permanecería con el equipo Columbia-HTC en 2010, poniendo fin a la especulación que lo vinculaba con un traspaso al Sky, el recién creado equipo británico. Cavendish retuvo el maillot de líder venciendo en la segunda etapa, pero terminó quinto en la etapa 3, perdiendo el liderato general a manos de Thor Hushovd, y se vio obligado a retirarse de la carrera antes de la etapa 4 debido a una infección pulmonar. Aunque seleccionado para el equipo británico para la carrera de ruta en el Campeonato del mundo 2009, su enfermedad le impidió participar.
Con 23 triunfos en 2009, Cavendish era por segundo año consecutivo el máximo ganador de la temporada.

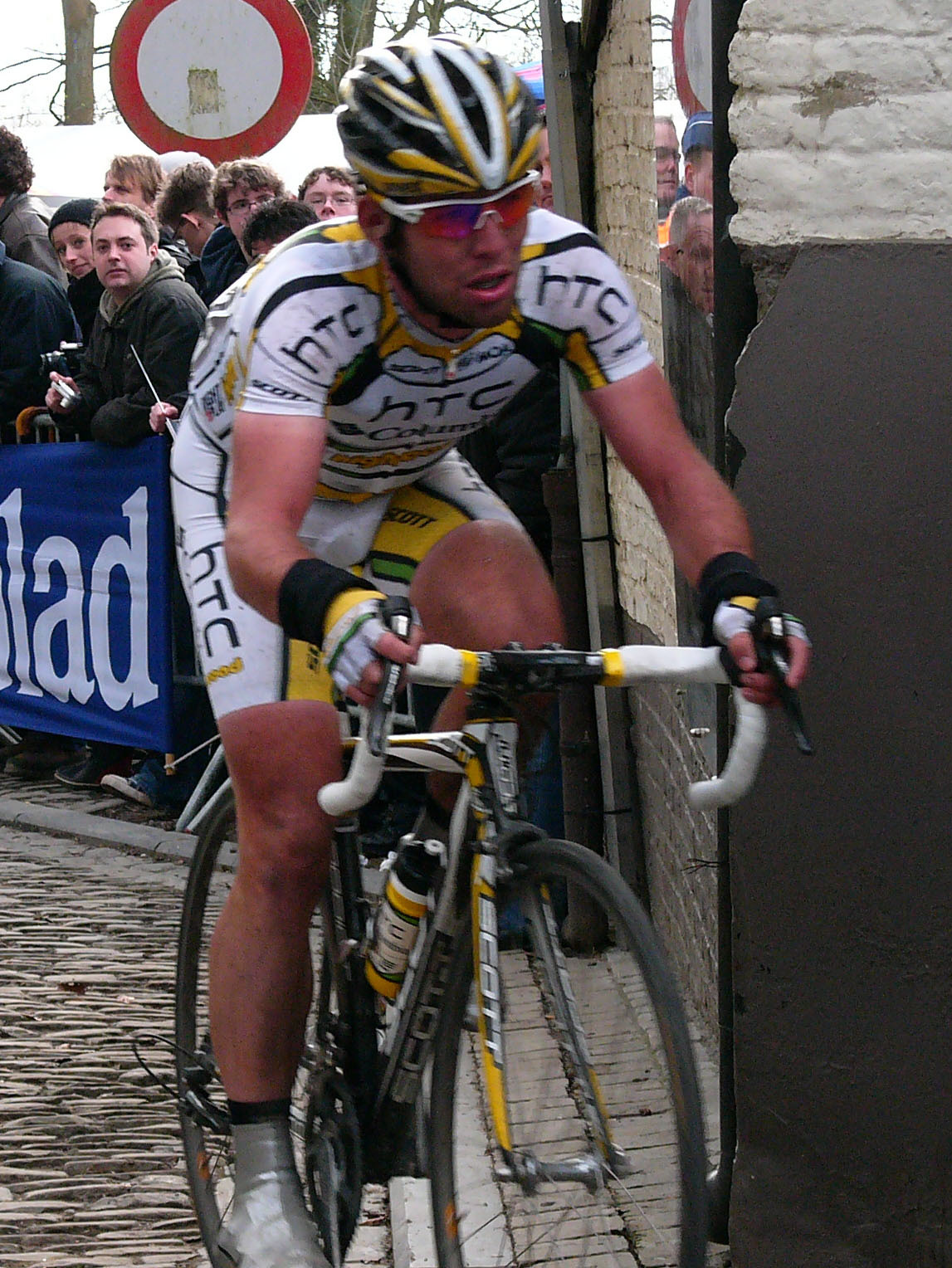
Cavendish durante el Tour de Flandes 2010

La temporada 2010 no comenzó en buena forma. En la Milán-San Remo no pudo defender el título y culminó 89.º a más de 6 minutos del ganador Óscar Freire. Pocos días después llegó la primera victoria en la 2.ª etapa de la Volta a Cataluña.
Luego participó del Tour de Romandía donde ganó la 2.ª etapa, pero tras esa victoria fue retirado de la carrera por el equipo por un gesto obsceno realizado contra sus detractores al cruzar la línea de meta. En mayo, no corrió el Giro de Italia y optó por competir en el Tour de California donde ganó la primera etapa. En la Vuelta a Suiza fue foco de críticas al ser el causante de una espectacular caída de varios corredores en la llegada de la 4.ª etapa, donde se salió de su línea y embistió a Heinrich Haussler.
En septiembre corrió su primera Vuelta a España. El equipo ganó la contrarreloj inicial en Sevilla y Cavendish vistió de rojo las 2 primeras etapas. Luego ganó las etapas 12, 13 y 18 y triunfó en la clasificación de los puntos.
En la temporada 2011 logró la primera victoria en febrero cuando ganó la 6.ª etapa del Tour de Omán. Posteriormente ganó la Scheldeprijs Vlaanderen, su tercera victoria tras sus triunfos anteriores en 2007 y 2008, empatando el récord con Piet Oellibrandt. Volvió a correr el Giro de Italia luego de estar ausente en 2010. Estuvo en el centro de una polémica a ser acusado por el español Fran Ventoso de subir agarrado al coche de su equipo en la 9.ª etapa con final en el monte Etna. Cavendish consiguió su primera victoria al ganar la 10.ª etapa y logró la segunda en la 12.ª, antes de abandonar la carrera.
En el Tour de Francia, ganó 5 etapas (5.ª, 7.ª, 11.ª, 15.ª y la 21.ª), llegando a 20 victorias en la ronda gala y siendo el primer ciclista en ganar la etapa final tres años consecutivos. A pesar de que le fueron descontados 20 puntos por terminar fuera del límite de tiempo en las etapas 18 y 19, Cavendish ganó por primera vez la clasificación por puntos y al hacerlo, se convirtió en el primer ciclista británico en ganar el maillot verde.
A finales de agosto, Cavendish comenzó la Vuelta a España 2011 intentando ganar una etapa y entrar en el selecto grupo de ciclistas que han ganado en las 3 grandes el mismo año, pero abandonó durante la 4.ª etapa sin haber tenido opciones, porque el recorrido no le era favorable. Después de retirarse de la Vuelta, Cavendish participó de la Vuelta a Gran Bretaña donde ganó la 1.ª etapa y la etapa final en Londres.
A finales de septiembre Cavendish formó parte del equipo británico en la carrera de ruta del Campeonato del Mundo 2011 en Copenhague. Después de que el equipo controló toda la carrera, la llegada se resolvió en sprint y Cavendish cruzó la meta en primer lugar, proclamándose campeón del mundo y tomando el maillot arco iris para la temporada 2012. Fue el segundo campeón mundial británico después de Tom Simpson en 1965.
Después de muchas especulaciones, se anunció que Cavendish se uniría a Sky para la temporada 2012, llevando a uno de sus lanzadores, Bernhard Eisel.
Comenzó la temporada 2012 en el Tour de Catar, y en la 3.ª etapa logró la primera victoria con el maillot arco iris y con el Sky. Dos días después ganó la 5.ª y finalizó 6º en la carrera.
En marzo logró dos victorias más, la Kuurne-Bruselas-Kuurne y una etapa de la Tirreno-Adriático. Uno de sus objetivos para la temporada era ganar la Milán-San Remo por segunda vez, pero perdió todas las posibilidades al perder contacto con el pelotón a 100 km para la meta.
En mayo estuvo presente en el Giro de Italia donde ganó 3 etapas; la 2.ª, 5.ª y 13.ª. En la 3.ª sufrió una caída en el sprint final que fue provocada por el italiano Roberto Ferrari y en la que también se fue al suelo el líder en ese momento Taylor Phinney.

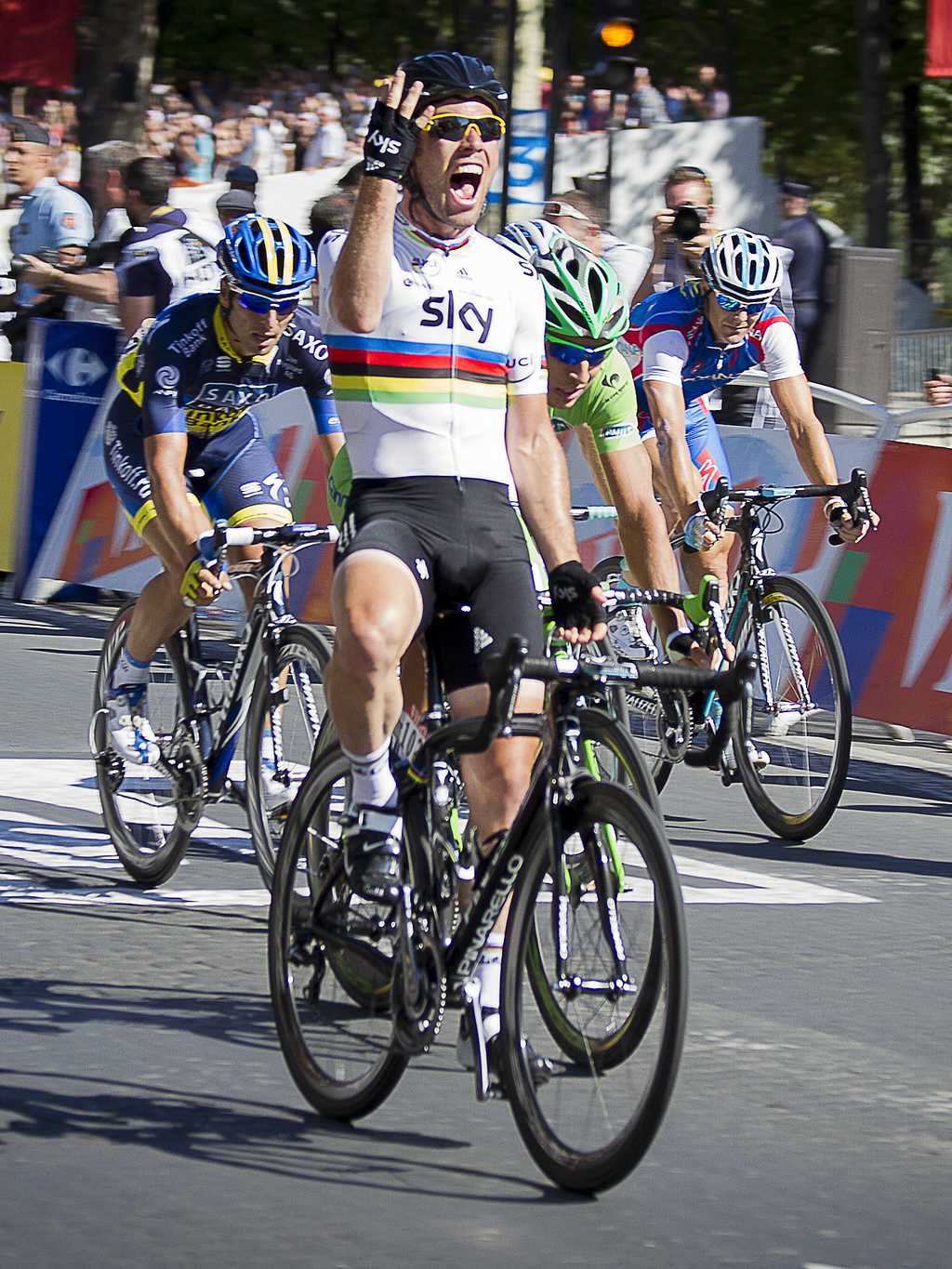
Cavendish gana por cuarta vez en los Campos Elíseos

Completó el Giro, pero perdió la clasificación por puntos a manos de Joaquim Rodríguez por un solo punto aunque logró la clasificación Azzurri d'Italia y el premio de la combatividad.
A mediados de junio compitió en la Ster ZLM Toer, donde Cavendish no ganó ninguna de las 4 etapas en la que consistía la carrera. Sin embargo con una regular actuación en la que finalizó 2º dos veces y otra 3º, terminó ganando la competición por 8 s, siendo la primera competición por etapas en la que triunfó.
En el Tour de Francia, debió actuar de gregario de sus compañeros de equipo Bradley Wiggins y Chris Froome (finalmente ambos en el podio de la carrera), lo que menguó sus posibilidades en las llegadas. Igualmente logró imponerse en 3 etapas, la 2.ª, la 18.ª y por cuarta vez consecutiva la última en los Campos Elíseos aunque en la clasificación por puntos no tuvo oportunidad de revalidar el título.
Al disputarse en su país y frente a su público, el objetivo principal de Cavendish para la temporada era consagrarse campeón olímpico. La carrera en ruta de los Juegos Olímpicos de Londres tuvo lugar seis días después de la última etapa del Tour de Francia y con la base del Sky, Cavendish partía como favorito, con sus compañeros Wiggins, Froome, Ian Stannard y David Millar (Garmin) a su servicio. El equipo tenía el objetivo de controlar la carrera y que Cavendish definiera la carrera en sprint, sin embargo, el equipo se vio obligado a marcar el ritmo la mayor parte de la carrera, con pocos países pasando al relevo. Finalmente la carrera se rompió y un gran grupo de más de 30 ciclistas se formó en la delantera y a pesar de los esfuerzos de Stannard, Wiggins, Millar y Froome, los fugados no fueron alcanzados y Cavendish finalizó 29º, a 40 segundos por detrás del ganador Alexander Vinokurov.
En septiembre ganó 3 etapas de la Vuelta a Gran Bretaña, previo a participar en el campeonato del mundo en Valkenburg. Con pocas opciones de revalidar el título ya que la carrera finalizaba en el Cauberg (colina de 2 km con pendientes de hasta 12%), Cavendish abandonó faltando más de 100 km.
Desde la culminación del Tour de Francia se rumoreaba que Cavendish no estaba a gusto en el Sky. El hecho de haber tenido que trabajar como gregario y sacrificar el maillot verde y victorias de etapa no había sido de su agrado y ante la perspectiva de que en 2013 el Sky nuevamente centraría sus esfuerzos en torno a Wiggins y Froome el 18 de octubre de 2012, se confirmó que abandonaba el equipo fichando por el Omega Pharma-QuickStep. Posteriormente Cavendish declaró que había valido la pena perder el maillot verde y victorias de etapa para hacer parte del primer equipo británico que ganara el Tour, pero que se sentía frustrado en el equipo porque consideraba que podía haber ganado 2 etapas más y el maillot verde sin poner en riesgo el maillot amarillo.
Cavendish comenzó la temporada 2013 en el Tour de San Luis, logrando la primera victoria para el Omega Pharma-Quick Step en la primera etapa. A principios de febrero integró el equipo en el Tour de Catar, ganando 4 de las 6 etapas y la clasificación general, siendo ésta su segunda carrera por etapas en su palmarés.
En mayo Cavendish integró la nómina del equipo para el Giro de Italia. Se impuso en la primera etapa disputada en Nápoles, consiguiendo ser el primer portador de la Maglia rosa de líder. Sin embargo, la perdió el día siguiente en la contrarreloj por equipos disputada en la Isla de Isquia, cediéndola al italiano del equipo Sky Salvatore Puccio. El esprínter británico volvió a levantar los brazos en la 6.ª etapa, con final en Margherita di Savoia, gracias al gran trabajo de su equipo. Ya en el podio dedicó su victoria a Wouter Weylandt, ciclista fallecido en el Giro precisamente dos años atrás.
Consiguió su tercera victoria en esta edición de la ronda italiana en la 12.ª etapa con final en Treviso, donde venció sin muchas dificultades ayudado por su equipo y finalmente por su lanzador Gert Steegmans, en un trayecto turbulento a causa de las caídas y la fuerte lluvia. Con ese triunfo, Cavendish llegó a la victoria n.º 103 en su carrera deportiva.
Con esto, se convertía en el quinto corredor en la historia en ganar las clasificaciones por puntos en las tres "grandes": Tour de Francia (2011), Giro de Italia (2013) y Vuelta a España (2010).
Como cada año, Cavendish afrontó el Tour como su mayor objetivo. Este año, además, con un equipo volcado en él y que le prepararía las llegadas. Una caída en la 1.ª etapa le impidió luchar por la victoria y no fue hasta la 5.ª cuando consiguió el ansiado triunfo en Marsella, superando a Boasson Hagen y a Sagan. Ganaría la 13.ª etapa después de que él y otros corredores se escaparan en una fuga propiciada por el equipo Saxo-Tinkoff faltando 25 km para el final.

## Medallero internacional

### Ciclismo en pista
| Juegos Olímpicos   | Juegos Olímpicos              | Juegos Olímpicos | Juegos Olímpicos |
| Año                | Lugar                         | Medalla          | Competición      |
| ------------------ | ----------------------------- | ---------------- | ---------------- |
| 2016               | Río de Janeiro ( Brasil)      | Medalla de plata | Ómnium           |
| Campeonato Mundial |                               |                  |                  |
| Año                | Lugar                         | Medalla          | Competición      |
| 2005               | Los Ángeles ( Estados Unidos) | Medalla de oro   | Madison          |
| 2008               | Mánchester ( Reino Unido)     | Medalla de oro   | Madison          |
| 2016               | Londres ( Reino Unido)        | Medalla de oro   | Madison          |

### Ciclismo en ruta
| Campeonato Mundial | Campeonato Mundial      | Campeonato Mundial | Campeonato Mundial |
| Año                | Lugar                   | Medalla            | Competición        |
| ------------------ | ----------------------- | ------------------ | ------------------ |
| 2011               | Copenhague ( Dinamarca) | Medalla de oro     | Ruta               |
| 2016               | Doha ( Catar)           | Medalla de plata   | Ruta               |

## Palmarés

### Pista
2004 (como amateur)
- 2.º en el Campeonato del Reino Unido Puntuación

2005 (como amateur)
- Campeonato Mundial Madison 50 km (con Robert Hayles)
- Campeonato Europeo Puntuación sub-23
- Campeonato del Reino Unido Persecución por equipos (haciendo equipo con Edward Clancy, Steve Cummings y Geraint Thomas)
- 2.º en el Campeonato del Reino Unido Scratch

2008
- Campeonato del Reino Unido Madison (con Peter Kennaugh)
- Campeonato Mundial Madison 50 km (con Bradley Wiggins)

2014
- Seis días de Zúrich (con Iljo Keisse)

2016
- Campeonato Mundial Madison 50 km (con Bradley Wiggins)
- 2.º en el Campeonato Olímpico en Omnium
- Seis días de Gante (con Bradley Wiggins)

### Carretera
| 2005 (como amateur) - 1 etapa del Tour de Berlín 2006 - 1 etapa del Tour de Thuringe - 2 etapas del Tour de Berlín - 1 etapa de la Carrera de la Solidaridad y de los Campeones Olímpicos 2007 - Scheldeprijs Vlaanderen - 2 etapas de los Cuatro días de Dunkerque - 2 etapas de la Volta a Cataluña - 1 etapa de la Ster Elektrotoer - 1 etapa de la Vuelta a Dinamarca - 1 etapa del Tour del Benelux - 2 etapas de la Vuelta a Gran Bretaña - 1 etapa del Circuito Franco-Belga 2008 - 2 etapas de los Tres días de La Panne - Scheldeprijs Vlaanderen - 1 etapa del Tour de Romandía - 2 etapas del Giro de Italia - 1 etapa de la Ster Elektrotoer - 4 etapas del Tour de Francia - 3 etapas del Tour de Irlanda - 3 etapas del Tour de Missouri 2009 - 2 etapas del Tour de Catar - 2 etapas del Tour de California - 1 etapa de la Tirreno-Adriático - Milán-San Remo - 2 etapas de los Tres días de La Panne - 3 etapas del Giro de Italia - 2 etapas de la Vuelta a Suiza - 6 etapas del Tour de Francia - Sparkassen Giro Bochum - 1 etapa de la Vuelta a Irlanda - 2 etapas del Tour de Missouri 2010 - 1 etapa de la Volta a Cataluña - 1 etapa del Tour de Romandía - 1 etapa del Tour de California - 5 etapas del Tour de Francia - 3 etapas de la Vuelta a España, más clasificación por puntos 2011 - 1 etapa del Tour de Omán - Scheldeprijs - 2 etapas del Giro de Italia - 5 etapas del Tour de Francia, más clasificación por puntos - London-Surrey Cycle Classic - 2 etapas de la Vuelta a Gran Bretaña - Campeonato Mundial en Ruta 2012 - 2 etapas del Tour de Catar - Kuurne-Bruselas-Kuurne - 1 etapa de la Tirreno-Adriático - 3 etapas del Giro de Italia y premio de la combatividad - Ster ZLM Toer - 3 etapas del Tour de Francia - 1 etapa de la Vuelta a Dinamarca - 3 etapas de la Vuelta a Gran Bretaña | 2013 - 1 etapa del Tour de San Luis - Tour de Catar, más 4 etapas - 1 etapa de los Tres Días de La Panne - 5 etapas del Giro de Italia, más clasificación por puntos y premio de la combatividad - Campeonato del Reino Unido en Ruta - 2 etapas del Tour de Francia - 1 etapa de la Vuelta a Dinamarca - 3 etapas de la Vuelta a Gran Bretaña 2014 - 1 etapa de la Vuelta al Algarve - 1 etapa de la Tirreno-Adriático - 4 etapas del Tour de Turquía - 2 etapas del Tour de California - 1 etapa de la Vuelta a Suiza - 2 etapas del Tour de Poitou-Charentes 2015 - 1 etapa del Tour de San Luis - Tour de Dubái, más 2 etapas - Clásica de Almería - Kuurne-Bruselas-Kuurne - 3 etapas de la Tour de Turquía - 4 etapas del Tour de California - 2.º en el Campeonato de Reino Unido en Ruta - 1 etapa del Tour de Francia 2016 - Tour de Catar, más 1 etapa - 1 etapa del Tour de Croacia - 1 etapa del Tour de California - 2.º en el Campeonato de Reino Unido en Ruta - 4 etapas del Tour de Francia - 2.º en el Campeonato Mundial en Ruta - 2 etapas del Tour de Abu Dhabi - UCI Asia Tour 2017 - 1 etapa del Tour de Abu Dhabi 2018 - 1 etapa del Tour de Dubai 2021 - 4 etapas del Tour de Turquía - 1 etapa de la Vuelta a Bélgica - 4 etapas del Tour de Francia, más clasificación por puntos - Giro de Münsterland 2022 - 1 etapa del Tour de Omán - 1 etapa del UAE Tour - Milán-Turín - 1 etapa del Giro de Italia - Campeonato del Reino Unido en Ruta 2023 - 1 etapa del Giro de Italia 2024 - 1 etapa del Tour Colombia - 1 etapa del Tour de Hungría - 1 etapa del Tour de Francia |

## Resultados en Grandes Vueltas y Campeonatos del Mundo
| Carrera         | Carrera         | 2005 | 2006 | 2007 | 2008  | 2009  | 2010  | 2011  | 2012  | 2013  | 2014 | 2015  | 2016 | 2017 | 2018  | 2019 | 2020 | 2021  | 2022  | 2023  | 2024  |
| --------------- | --------------- | ---- | ---- | ---- | ----- | ----- | ----- | ----- | ----- | ----- | ---- | ----- | ---- | ---- | ----- | ---- | ---- | ----- | ----- | ----- | ----- |
|                 | Giro de Italia  | —    | —    | —    | 132.º | Ab.   | —     | Ab.   | 145.º | 127.º | —    | —     | —    | —    | —     | —    | —    | —     | 145.º | 120.º | —     |
|                 | Tour de Francia | —    | —    | Ab.  | Ab.   | 131.º | 154.º | 130.º | 142.º | 148.º | Ab.  | 142.º | Ab.  | Ab.  | F. c. | —    | —    | 139.º | —     | Ab.   | 141.º |
|                 | Vuelta a España | —    | —    | —    | —     | —     | 144.º | Ab.   | —     | —     | —    | —     | —    | —    | —     | —    | —    | —     | —     | —     | —     |
| Mundial en Ruta | Mundial en Ruta | —    | —    | Ab.  | —     | —     | Ab.   | 1.º   | Ab.   | Ab.   | —    | —     | 2.º  | —    | —     | —    | —    | Ab.   | —     | —     | —     |

| —: No participó | Ab: Abandono | X: Edición no celebrada | ND: Edición no disputada |

## Reconocimientos
- 2.º puesto en la Bicicleta de Oro (2009)

## Equipos
- Team Sparkasse (07.2005-08.2006)
- T-Mobile Team (08.2006-2007)
- High Road/Columbia/HTC (2008-2011)
  - Team High Road (2008) (hasta junio)
  - Team Columbia (2008)
  - Team Columbia-High Road (2009) (hasta junio)
  - Team Columbia-HTC (2009)
  - Team HTC-Columbia (2010)
  - HTC-High Road (2011)
- Sky Procycling (2012)
- Omega Pharma/Etixx (2013-2015)
  - Omega Pharma-QuickStep (2013-2014)
  - Etixx-Quick Step (2015)
- Dimension Data (2016-2019)
- Bahrain McLaren (2020)
- Quick Step (2021-2022)
  - Deceuninck-Quick Step (2021)
  - Quick-Step Alpha Vinyl Team (2022)
- Astana Qazaqstan Team (2023-2024)